# 田町運転区
田町運転区（たまちうんてんく）は、かつて存在した東日本旅客鉄道（JR東日本）首都圏本部の運転士が所属する組織である。2025年3月14日限りで廃止し、現在は東京統括センター東京乗務ユニット。
寝台特急サンライズ瀬戸・サンライズ出雲担当の車掌（JR西日本 岡山車掌区・米子車掌区）の到着・出発点呼は当区にて行われていた。

## 乗務範囲
普通列車
- 東海道本線：東京 - 熱海（来宮）間
- 伊東線：熱海 - 伊東間（東海道線との直通列車のみ）
- 湘南新宿ライン：新宿 - 小田原 ・逗子間
- 東北貨物線：田端信号場 - 大宮間
- 東北回送線：大宮 - 東大宮間

優等列車
- 特急サフィール踊り子：新宿・東京 - 伊東 間
- 特急踊り子：新宿・東京 - 伊東 間
- 寝台特急サンライズ瀬戸・サンライズ出雲：東京 - 熱海 間
- 特急湘南：新宿・東京 - 小田原 間
- 東北本線：尾久 - 大宮間
- 東海道貨物線：新鶴見 - 小田原間
- 山手貨物線：品川 - 田端信号場間

EL担当組は下記の線区も担当する。
- 東海道貨物線：東京貨物ターミナル - 鶴見間
- 武蔵野線：新鶴見 - 南浦和間
- 根岸線・高島線：鶴見 - 大船間

上記の他に、尻手短絡線・中央線（立川 - 八王子）・南武線等

## 歴史
- 1999年3月1日 - 田町電車区から運転部門を分離して品川運転所と統合、電車と電気機関車を担当する区所として田町運転区発足[1]。
- 2003年2月14日 - ISO 9001認証取得。
- 2004年10月1日 - 運転士の一部を新宿車掌区に移管し新宿運輸区発足。
- 2025年3月15日 - 東京統括センターと統合し、当区は廃止。